# Шпрем, Борис
 Борис Шпрем  (хорв. Boris Šprem; 14 апреля 1956, Копривницко-Крижевацкая жупания — 30 сентября 2012, Хьюстон) — хорватский политик, Председатель Сабора Хорватии 2011—2012 годов.

## Биография

### Образование
Окончил юридический факультет Загребского университета.

### Политическая карьера
В 1980—1993 годах работал советником и предназначенным должностным лицом в хорватском парламенте. После этого провёл десять лет в хорватском автомобильном клубе, где был заместителем генерального секретаря, а с 2000 по 2003 год — генеральным секретарём. В 2003 году получил должность начальника управления по вопросам законодательства хорватского правительства. В 2004 году вошёл в состав правления страховой компании Aurum и оставался членом правления в течение двух лет.
Президент Хорватии Месич в начале своего второго срока назначил Шпрема руководителем канцелярии президента. На этой должности он оставался до парламентских выборов 2007 года, на которых он был избран депутатом парламента. В течение этого срока своих депутатских полномочий Шпрем был председателем Комитета по вопросам обороны и членом Комитета по вопросам Конституции, регламента и политической системы, Комитета по вопросам законодательства и Комитета по вопросам правосудия. На местных выборах 2009 года избран в городской совет Загреба, где он стал головой.
На парламентских выборах 2011 опять избирается депутатом. На своей первой (учредительной) сессии 22 декабря 2011 года хорватский парламент избирал его головой по предложению коалиции Кукурику.

### Смерть
У Шпрема впервые диагностировали рак в 2010 году. В июне 2012 года ему была сделана операция в Загребском клиническом центре в связи с рецидивом метастазов миеломной болезни. 23 августа 2012 года он отбыл в Хьюстон для дальнейшего лечения.
Умер 30 сентября 2012 года в Раковом центре им. Андерсона (MD Anderson Cancer Center) в Хьюстоне (штат Техас), проходя курс лечения от множественной миеломы. Он стал первым председателем хорватского парламента, который умер в должности. В связи со смертью Шпрема в Хорватии был объявлен день траура. Его преемником на посту стал его заместитель Иосиф Леко, который исполнял обязанности спикера, когда Шпрем уехал в США в 2012 году.
Похоронен 4 октября 2012 года на кладбище Мирогой в пригороде Загреба.